# Svodín
Svodín (en allemand : Seldin ) est une commune du district de Nové Zámky, dans la région de Nitra, en Slovaquie.

## Histoire
La première mention écrite du village date de 1138.

## Démographie

### Évolution de la population
| Année:               | 1994. | 2004.   | 2014.   | 2024.   |
| -------------------- | ----- | ------- | ------- | ------- |
| Nombre de personnes: | 2634  | 2630    | 2517    | 2354    |
| Différence:          |       | -0,15 % | -4,29 % | -6,47 % |

| Année:               | 2023. | 2024.   |
| -------------------- | ----- | ------- |
| Nombre de personnes: | 2370  | 2354    |
| Différence:          |       | -0,67 % |

## Jumelage
- Bystřice (Tchéquie)